# Хелаты
Хелаты, хелатные соединения (от лат. chela — клешня), также внутрикомплексные или циклические комплексные соединения — металлорганические комплексные соединения, образуются при взаимодействии ионов металлов с полидентатными (то есть имеющими несколько донорных центров) лигандами. Хелаты содержат центральный ион (частицу) — комплексообразователь и координированные вокруг него лиганды. Внутренняя сфера хелата состоит из циклических группировок, включающих комплексообразователь.
Иногда разделяют понятия хелатного и внутрикомплексного соединения. Второе определение применяют в случае, когда атом-комплексообразователь замещает протон лиганда в соединении.
Хелаты используют в химии для разделения, концентрирования и аналитического определения различных элементов. В медицине и сельском хозяйстве — для введения в пищу микроэлементов (Fe, Cu, Mn и т. д.), благодаря высокой усваиваемости хелатных комплексов по сравнению со свободными ионами металлов.

## Пример
Аминоуксусная кислота (глицин) может реагировать с гидроксидом меди с образованием сине-фиолетового прочного комплекса, растворимого в воде:
{\displaystyle {\mathsf {Cu(OH)_{2}+2NH_{2}CH_{2}COOH\rightarrow [Cu(NH_{2}CH_{2}COO)_{2}]+2H_{2}O}}}
Лиганд NH2CH2COO− (глицинат-ион) относят к категории бидентатных лигандов, образующих две химические связи с комплексообразователем — через атом кислорода карбоксильной группы и через атом азота аминогруппы.
Внутренняя сфера комплекса содержит два замкнутых пятичленных цикла, в связи с чем полученный комплекс отличается высокой устойчивостью. Константа образования диглицинатомеди(II) β2 равна 1,8⋅1015.

## Реактив Чугаева
Важное значение в химико-аналитической практике имеет открытая в 1905 году Л. А. Чугаевым реакция взаимодействия диметилглиоксима, называемого также реактивом Чугаева, с катионами никеля(II) в аммиачной среде, приводящая к образованию малорастворимого ярко-красного комплексного соединения — бис(диметилглиоксимат)никеля(II).
Функции лиганда в этом комплексном соединении выполняет диметилглиоксимат-анион, образующий две химические связи с комплексообразователем, вследствие чего получаются два пятичленных циклических фрагмента, упрочняющих комплекс.
Строение получаемого хелата плоское; благодаря внутримолекулярным водородным связям (между лигандами) образуются ещё две шестичленные циклические группировки, включающие атомы никеля и стабилизирующие частицу комплекса.
Реактив Чугаева очень чувствителен и селективен по отношению к катионам никеля(II) и позволяет уверенно определить его присутствие в любых химических объектах. Получаемый хелатный комплекс используется как пигмент.